# Cappella Ghisilardi
La cappella Ghisilardi è un'architettura rinascimentale che si trova a lato della Basilica di San Domenico, nel centro storico di Bologna.

## Storia
L'edificazione della cappella iniziò grazie al lascito testamentario del padre della famiglia Ghisilardi, Bartolomeo, che desiderava che il figlio, in caso di mancata progenie cedesse la ricca villa di famiglia a un'opera di carità. Lodovico quindi fece costruire la cappella come pegno, per mantenere la residenza con la compagna, pur non avendo avuto figli.
La costruzione fu affidata a Jacopo Ranuzzi, che realizzò la cappella a croce greca tra il 1530 e il 1534 su progetto di Baldassarre Peruzzi.
Dapprima occultata nel 1731 da Carlo Francesco Dotti, la cappella fu nuovamente rimaneggiata da R. Faccioli nel 1909-10.
Dopo un restauro integrale negli anni Novanta del Novecento la cappella è stata riaperta al pubblico nel 2000.